# Grupo Desportivo Interclube
Inter Luanda - jinak také Grupo Desportivo Interclube, je angolský fotbalový klub. Patří celkově do 5ky nejlepších týmů Angoly. Hrají ligu Girabola a vlastní stadion s názvem Estadio du Coqueiros pro 12 000 diváků. Trenér Inter Luandy je Brazilec  Carlos Mozer. Klub byl založen roku 1953 ve městě Luanda.

## Tituly
- Girabola: 1

2007
- Angolský Pohár: 2

1986, 2003
- Angolský Super Pohár: 1

2001